# Paul Biyoghe Mba
Paul Biyoghe Mba, né le 18 avril 1953 à Donguila, est un homme d'État gabonais.

## Biographie
Diplômé en gestion et administration des entreprises de l’université de Rennes 1 (France), il est membre du Parti démocratique gabonais (PDG).
Le 17 juillet 2009, il succède au poste de Premier ministre à Jean Eyeghe Ndong, qui se présente à l'élection présidentielle. Ali Bongo ayant été élu président, Mba conserve son poste jusqu'au 27 février 2012, date à laquelle il est remplacé par Raymond Ndong Sima.
Il est le mentor en politique de Julien Nkoghe Bekalé, Fang de l'Estuaire comme lui, devenu premier ministre en 2019 après avoir participé au gouvernement comme ministre du Pétrole, du Gaz et des Hydrocarbures (2009), puis ministre des Transports et de l'Équipement (2011).
En mars 2024, Paul Biyoghe Mba est nommé premier vice-président du parti Parti démocratique gabonais (PDG).Le 23 mai 2025, il démissionne du parti démocratique gabonais (PDG).

## Membres du premier gouvernement Paul Biyoghe Mba (2009)[5]
- Premier ministre, chef du gouvernement: Paul Biyoghe Mba
- Vice-premiers ministres:
  - Georgette Koko, vice-premier ministre, ministre de l’Environnement, de la Protection de la nature et du Développement durable
  - Honorine Dossou Naki, vice-premier ministre, ministre du Contrôle d’État, des Inspections, de la Lutte contre la Corruption et l’Enrichissement illicite
- Ministres d'État
  - Paul Toungui, ministre d’État, ministre des Affaires étrangères, de la Coopération, de la Francophonie et de l’Intégration Régionale
  - François Engongah Owono, ministre d’État, ministre du Travail, de l’Emploi, de la Prévoyance sociale et des Relations sociales
- Ministres
  - Idriis Ngari, ministre de la Santé publique et de l’Hygiène publique
  - Jacques Adiahénot, ministre de la Marine Marchande, de la Navigation intérieure et des équipements Portuaires
  - Pierre Claver Maganga Moussavou, ministre de l’Enseignement technique, de la Formation professionnelle des jeunes et de l’Insertion des jeunes
  - Ali Bongo Ondimba, ministre de la Défense nationale
  - Sylvestre Ratanga, ministre des Transports et de l’Aviation civile
  - Pierrette Djouassa, ministre de la Justice, Garde des Sceaux et des Droits de l’Homme
  - Richard Auguste Onouviet, ministre de la Décentralisation et de la Politique de la Ville
  - Émile Ndoumba, ministre de l’Énergie, des Ressources Hydrauliques et des Nouvelles Énergies
  - René Ndemezo'o Obiang, ministre de la Jeunesse, des Sports, des Loisirs, chargé de Vie associative, Porte-parole du Gouvernement
  - Martin Mabala, ministre le l’Économie forestière, des Eaux et de la Pêche
  - Jean-François Ndongou, ministre de l’Intérieur, des Collectivités Locales, de l’Immigration et de la Sécurité, chargé de la Protection civile
  - Angélique Ngoma, ministre de la Famille, de la promotion de la Femme et de la Protection de la Veuve et de l’Orphelin
  - Blaise Louembe, ministre de l’Économie, des Finances, du Budget, de la Programmation des Investissements, chargé de la Privatisation
  - Michel Menga M'Essone, ministre de l’Éducation Nationale et de l’Instruction civique
  - Jean Norbert Diramba, ministre de l’Aménagement du Territoire et de l’Artisanat
  - Théophile Mba Andeme, ministre de l’Agriculture, de l’Élevage, de la Sécurité Alimentaire et du Développement Rural
  - Flavien Nzengui Nzoundou, ministre des Travaux Publics, des Infrastructures et de la Construction
  - Julien Nkoghe Bekalé, ministre des Mines, du Pétrole et des Hydrocarbures
  - Denise Mekam'ne, ministre des Affaires Sociales, de la Solidarité et de la lutte contre le Sida
  - Laure Olga Gondjout, ministre de la Communication, de la Poste, des Télécommunications et des Nouvelles Technologies de l’information
  - Anaclet Bissielou, ministre du Développement, de la Performance Publique, de la Prospective et de la Statistique
  - Patrice Tonda, ministre du Commerce et de la Promotion de l’Industrie, chargé du NEPAD
  - Yolande Bike, ministre du Tourisme et des Parcs Nationaux
  - Alexis Boutamba Mbina, ministre du Logement, de l’Habitat et de l’Urbanisme
  - Alain Mensah Zoguelet, ministre de la Fonction Publique
  - Fabien Owono Ngoua, ministre de l’Enseignement supérieur, de la Recherche scientifique et du développement technologique
  - Josué Mbadinga, ministre du Suivi de l’Action Gouvernementale et de l’Évaluation des Politiques Publiques
  - Philippe Nzengue Mayila, ministre de la Culture, des Arts, de l’Éducation Populaire et de la Refondation
  - Clément Ndong Mba, ministre des Petites et Moyennes Entreprises, de l’Économie sociale et de la Lutte contre la Pauvreté